# Spin-o-rama
Le Spin-O-Rama ou spinorama ou tourniquet est une manœuvre au hockey sur glace qui consiste à faire un tour sur soi-même afin de contourner le joueur adverse.
Le premier joueur à avoir inventé cette manœuvre est Doug Harvey[réf. nécessaire] et le nom a été donné par Danny Gallivan[réf. nécessaire].
Le joueur de hockey Denis Savard était reconnu pour bien exécuter cette manœuvre.